# Parafia Najświętszej Maryi Panny Niepokalanie Poczętej w Wolsztynie
Parafia Najświętszej Maryi Panny Niepokalanie Poczętej w Wolsztynie – rzymskokatolicka parafia w Wolsztynie, należy do dekanatu wolsztyńskiego. Powstała w XI wieku. Obecny kościół parafialny, późnobarokowy, pochodzi z 1767–1779, rozbudowany w 1925. Mieści się przy ulicy Doktora Kocha. Posiada 25-głosowe organy braci Walter, odrestaurowane w 2013 r. Świątynią filialną jest Kościół Wniebowstąpienia Pańskiego w Wolsztynie. Posiada on 23-głosowe organy Hartiga, grające do dziś. Na wieży zaś wiszą 3 dzwony, których sposób dzwonienia nie został zelektryfizowany – dzwoni się ręcznie. Do parafii przynależy także kościół filialny w Tłokach, wybudowany w 1995 r.